# Jan Černo
Jan Černo (24. října 1898 – ???) byl český a československý politik a poslanec Prozatímního Národního shromáždění za Československou sociální demokracii.

## Biografie
V letech 1945-1946 byl poslancem Prozatímního Národního shromáždění za sociální demokraty. V parlamentu zasedal až do parlamentních voleb v roce 1946.
Jistý Jan Černo se uvádí mezi komunisty zadrženými brněnským gestapem 14. září 1944.